# 조태준
조태준(1979년 11월 1일 ~ )은 대한민국의 가수이자 작곡가이다. 예명인 'TJ'를 사용한다. 2012년 가수 임주연과 결혼하였다.

## 소속 그룹
- 하찌와 TJ

## 경력
- 그룹 '우쿨렐레 피크닉' 탈퇴

## 출신 학교
- 내성고등학교
- 동부산대학